# Constructive Alignment
Constructive Alignment (von englisch constructive = aufbauend und englisch alignment = Ausrichtung) ist ein didaktisches Prinzip für alle Lehr-/Lernumgebungen formalen Lernens, das insbesondere in der Hochschuldidaktik zur Anwendung kommt. Grundsätzlich besteht es in der Abstimmung der Lehr-/Lernaktivitäten und der Leistungsüberprüfung (Assessment) mit den Zielen von Lehr-/Lerneinheiten. Lehrende (oder Gestaltende von Lehr-/Lernumgebungen) richten ihre Planungsaktivitäten so aus, dass es zu einer Passung von Lernzielen, Lehr-/Lernaktivitäten und Assessment kommt.

## Entwicklung

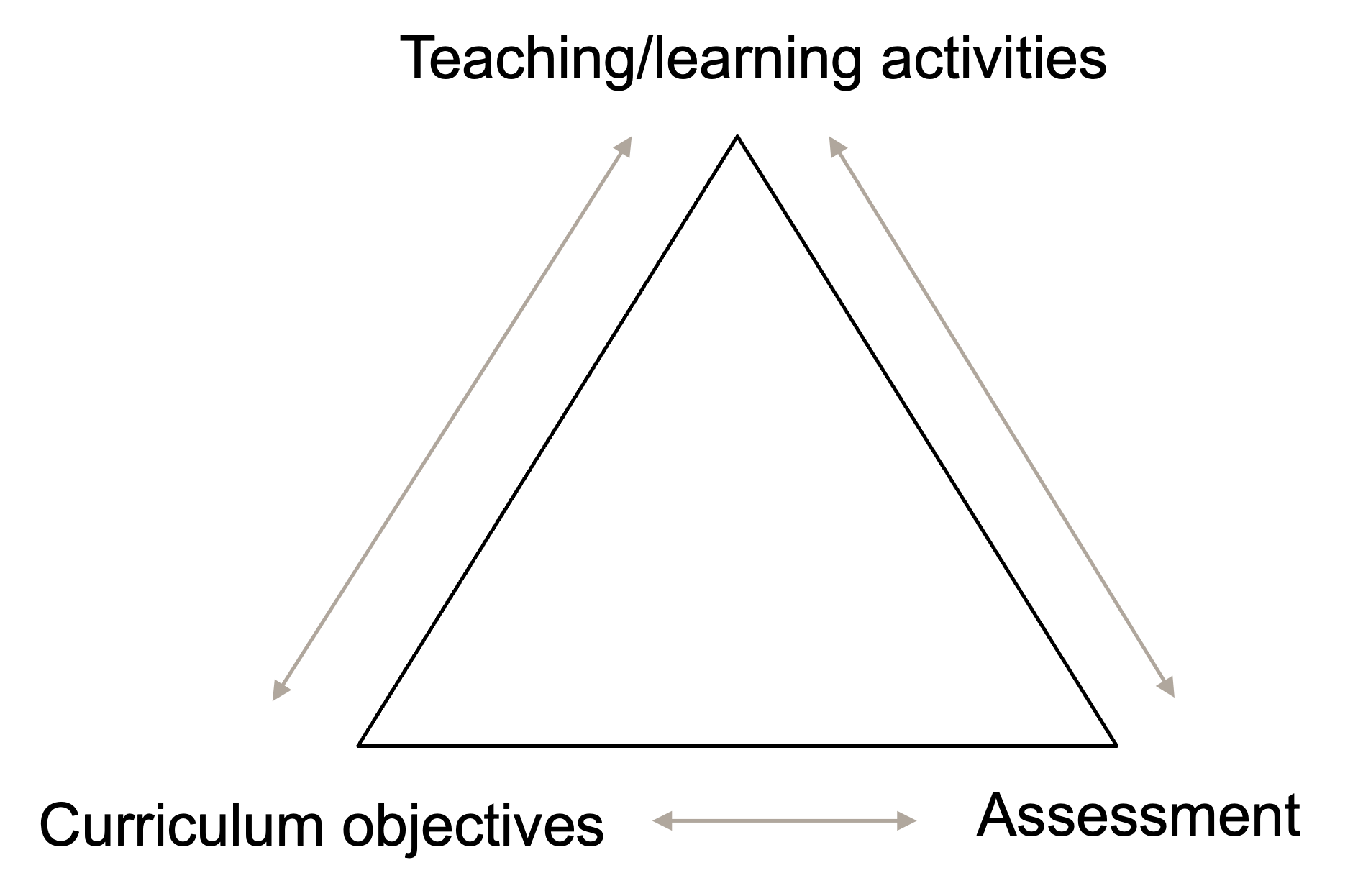
Constructive Alignment in Anlehnung an Biggs (1996)

Alan Cohen prägte 1987 mit seinem Aufsatz "Instructional Alignment: Searching for a Magic Bullet" einen Begriff, der die erforderliche Passung zwischen curricularen Inhalten und dem Assessment betont. Der australische Psychologe John Biggs knüpfte 1996 mit der Idee des Constructive Alignments an Cohen an. Biggs führt in dieser Idee die Lernendenzentrierung des Konstruktivismus sowie den Fokus von Instruktionsdesignern auf (Lern-)Ziele und deren Erreichung in einem Kurs durch Lernende zusammen. Er betont dabei die erforderliche Ausrichtung der Lehr-/Lernaktivitäten und des Assessments an den Lernzielen.
Der Fokus auf Lernende und auf Lernprozesse (statt auf Lehrende und Lerninhalte), der sich paradigmatisch als "Shift from Teaching to Learning" (auch: Primat der Konstruktion statt Primat der Instruktion) beschreiben lässt, findet sich auch in den Intentionen der Bologna-Reform.

## Weiterentwicklung
In zu Biggs vergleichbarer Weise formulieren James W. Pellegrino 2010 und 2014 sowie Frank Achtenhagen im Jahr 2012 die Triade von Curriculum, Instruktion und Assessment und die Notwendigkeit der Abstimmung ihrer Bestandteile in Bezug auf die Gestaltung von Lehr-/Lerneinheiten und des Assessments.
Unter dem Schlagwort „assessment drives learning“ wurde Biggs Konzept vor allem im Bereich der Hochschuldidaktik weltweit rezipiert. Die Gestaltung von Lehr-/Lernprozessen und insbesondere die Entwicklung anschließender Prüfungen (als Assessment) können nicht losgelöst von Lernzielen und Inhalten konzipiert werden.

## Vorgehensweise
Constructive Alignment erfolgt in drei Schritten, wobei jeweils eine grundsätzliche Frage zu beantworten ist:
- Welche Lernziele bzw. intendierten Lernergebnisse werden durch den Lehr-/Lernprozess angestrebt?
- Mit welchen Aufgaben (und durch welche Prüfungsformen) lassen sich diese Lernergebnisse feststellen?
- Welche Lehr- und Lernmethoden bzw. welche Lernaktivitäten können eingesetzt werden, um diese Lernergebnisse zu erreichen?[10]

Zunächst ist mittels der Lernziele bzw. der angestrebten Lernergebnisse zu klären, was die Lernenden am Ende einer Unterrichtseinheit bzw. Lehr-/Lernveranstaltung (auch: zum Abschluss eines Schuljahres oder Studiengangs) können sollen. Es werden also Wissen, Fähigkeiten und Fertigkeiten sowie Einstellungen oder Haltungen geklärt, die Lernende aufgrund der Teilnahme an einem Lehr-/Lernprozess erworben und verfügbar haben sollten. Bei einer lernergebnisgeleiteten Planung der Lehr-/Lernprozesse im Sinne des Constructive Alignment wird also eher vom Ende des Lernprozesses her geplant. Im Unterschied zu einer stärker inhalts- bzw. stofforientierten Planung lassen sich die Lehrenden nicht primär von den Lerninhalten, z. B. anhand ihrer Unterlagen, Lehrbücher usw. leiten, sondern von den beabsichtigten Lernzielen bzw. Lernergebnissen.
Dies ist ein Planungsbeispiel aus der Thermodynamik:
- Lernziele bestimmen: „Nach Abschluss der Lehr-/Lernveranstaltung sind die Lernenden in der Lage, den zweiten Hauptsatz der Thermodynamik auf energietechnische Systeme anzuwenden.“
- Mögliches Assessment konzipieren bzw. Prüfungsaufgabe formulieren: „Erläutern Sie den zweiten Hauptsatz der Thermodynamik am Beispiel des Dieselmotors.“
- Lehr-/Lernaktivitäten planen: Hier wird festgelegt, durch welches methodische Vorgehen Lernhandlungen initiiert und begleitet werden bzw. auf welche Weise Lerninhalte zugänglich gemacht werden (z. B. welche Beispiele genutzt werden).[11]

## Kritik
Obgleich der Ansatz des Constructive Alignments von seinen Protagonisten als lernendenzentriert bezeichnet wird, wird diese Annahme nicht überall geteilt. Anlass für Kritik bietet insbesondere der postulierte „Übergang von der Lehre in individueller Verantwortung hin zur Lehre in der Verantwortung der Institution, die sich um Prüfungspraxis und Unterrichtsdesign auf der Basis wissenschaftlicher Lehr-/Lernforschung kümmert.“ Indem sich Lehrende vermeintlich darauf beschränken, Curricula abzuarbeiten und Prüfungen abzunehmen, werden sie aus der Verantwortung für den Lehr-/Lernprozess und damit auch aus der eigentlichen Orientierung an den Lernenden zunehmend entlassen. Ein weiterer Kritikpunkt betrifft „die immense Bedeutung der Ergebnisorientierung für die Hochschullehre, den festen Glauben daran, dass jedes Ergebnis messbar ist, und die darin mitschwingende Prämisse, dass nur messbare Ergebnisse überhaupt eine Rolle spielen“. Lernendenzentrierung bedeutet hier also gerade nicht, selbstbestimmtes Lernen oder Lernen in eigener Verantwortung.